# تيموثي فوغل
تيموثي فوغل (1960 - ) (بالإنجليزية: Timothy Vogel)‏ هو لاعب كريكت نيوزلندي.